# Deselvana longipennis
Deselvana longipennis är en insektsart som först beskrevs av Melichar 1925.  Deselvana longipennis ingår i släktet Deselvana och familjen dvärgstritar.
Artens utbredningsområde är Peru. Inga underarter finns listade i Catalogue of Life.